# Krank
Pour plus de détails, voir Fiche technique et Distribution.
Krank est un film dramatique français réalisé par Caroline Chu sorti en 2018.

## Fiche technique
- Titre : Krank
- Réalisation : Caroline Chu
- Scénario : Caroline Chu
- Directeur de la photographie : Pierre Carlier
- Assistante réalisateur : Olivia Yahiel
- Cadreur : Marc-Olivier Souder
- Photographe de plateau : Sylvain Dargent
- Montage : Caroline Chu et Gaëtan Kerviche
- Scriptes : Lea Hibert , Alexandre Luu , Emma Rey
- Maquillage : Alienor Bernardie , Alexandrine Delarue , Ludovic Dupuis , Junko Murakami
- Musique : Julien Tekeyan
- Producteur : Caroline Chu et Philippe Blanc
- Production : Cinelora
- Distribution : Cinéma Saint-André des Arts
- Pays d’origine :  France
- Genre : Drame
- Durée : 88 minutes
- Date de sortie :
  - France :14 février 2018

## Distribution
- Mia Jacob : Maï
- Guy Amram : Isaac Conrade
- Philippe Cariou : Dr Rioux
- Marie Ceolin : Violette âgée
- Yves Yan : Zhao
- Cédric Cirotteau
- Raphaël Liot : Simon
- Mickaël Winum : Marius
- Pierre Kiwitt : Charles, le psychiatre de Violette